# 須羽こころ
須羽 こころ（すわ こころ、2007年〈平成19年〉1月26日 - ）は、神奈川県出身の日本のグラビアアイドル。REILY WORKS所属。

## 略歴
中学生の頃にテレビで見たグラビアアイドルに憧れ、2021年4月、中学3年生で撮影会モデルとしてのキャリアをスタート。2022年5月 高校1年生から水着撮影会にデビューする。
2022年1月15日　もえのあずき、佐崎きさき、猫宮あすか等とともに「ミスいちご2022」に選出される。
2022年2月17日から同年6月12日までアイドルグループ「ニコニコ♡FRUITS」の白担当として活動。
2023年4月 ミスヤングアニマル2023にエントリー、同6月ファイナリストに選出されるが、グランプリ受賞はならなかった。
2023年7月27日　『週刊ヤングジャンプ』35号の巻末グラビアに掲載、「16歳、グラビア界の新世代ロリ巨乳JK!」として紹介される。同日発売のデジタル写真集『16歳の大冒険』が集英社・グラジャパ!においてデイリー1位を記録。
2024年4月4日『週刊ヤングジャンプ』の誌上オーディション「制コレ24」のファイナリストに選出され、自身2度目のYJグラビアを飾ったが、同6月27日に発売されたYJ30号の制コレ最終結果を伝えるグラビアに須羽の姿はなかった(グランプリは稲光亜依が受賞)。その後もグラビア愛は変わらず、同年11月には光文社『FLASH』に初掲載。デジタル写真集「こう見えても私…」前後編も同社から発売された。

## 人物
- 趣味はサンリオキャラクターの「こぎみゅん」のグッズを集めること[6]。YouTubeを見ること[6]（メイク動画、ASMR、何かを鳴らしている音や動物の咀嚼音など）[2]。
- サンリオキャラクターではこぎみゅんの次にクロミ推し[16]。
- 特技はどこでも寝れること[6]。一番くじなどで一等を引き当てること[17]。
- 中学、高校は帰宅部だが小学生のときにダンスと卓球をしていた[17]。
- 15歳あたりまでは金髪スタイルであったことから「ロリだけどギャル」をコンセプトとしていた[18]。
- 甘党でいちごミルクが好き[2]。たまごとチーズが好物[16]。野菜が全般的に苦手[16]。
- 紫色が最も好き[19]。
- 蜂とゴキブリが苦手[17]。
- 学校の授業では家庭科が得意[17]。
- プライベートでは地雷系メイクを好む[20]。
- プライベートで、原宿のど真ん中で撮影して注目されたのが快感だったことから、写真を撮られたり見られたりすることが生きがいであるとインタビューに答えている（2022年08月29日 Web　ザテレビジョン）[2]。
- 2022年7月5日放送のTBSテレビ「THE TIME,」で渋谷の映えスポットだったティーン向けブランド「ベルシュカ渋谷店」の閉店を取扱った際に、中学生の頃に友人と双子コーデでポーズを決め撮影された写真が紹介されている（写真は友人のInstagramより転載されたもの）[21]。
- グラビアアイドルでは長澤茉里奈やえなこ、東雲うみ、篠崎こころに憧れている(2023年7月5日マシェバラ配信より）[22]。また、斎藤恭代、猫宮あすか、鹿乃ばんび、つぶらあい等と交流がある。
- 2023年9月10日 ジャパンコレクション2023でうたたね翠と共演したことが縁で推しとなる。物販ではツーショットでチェキを撮影している[23]。
- 2023年4月23日に参加したドールズパーティーで当選し、ワンオフモデル（幼SD）のスーパードルフィーオーナーとなる[24]。

## 埼玉県営プール水着撮影会中止騒動

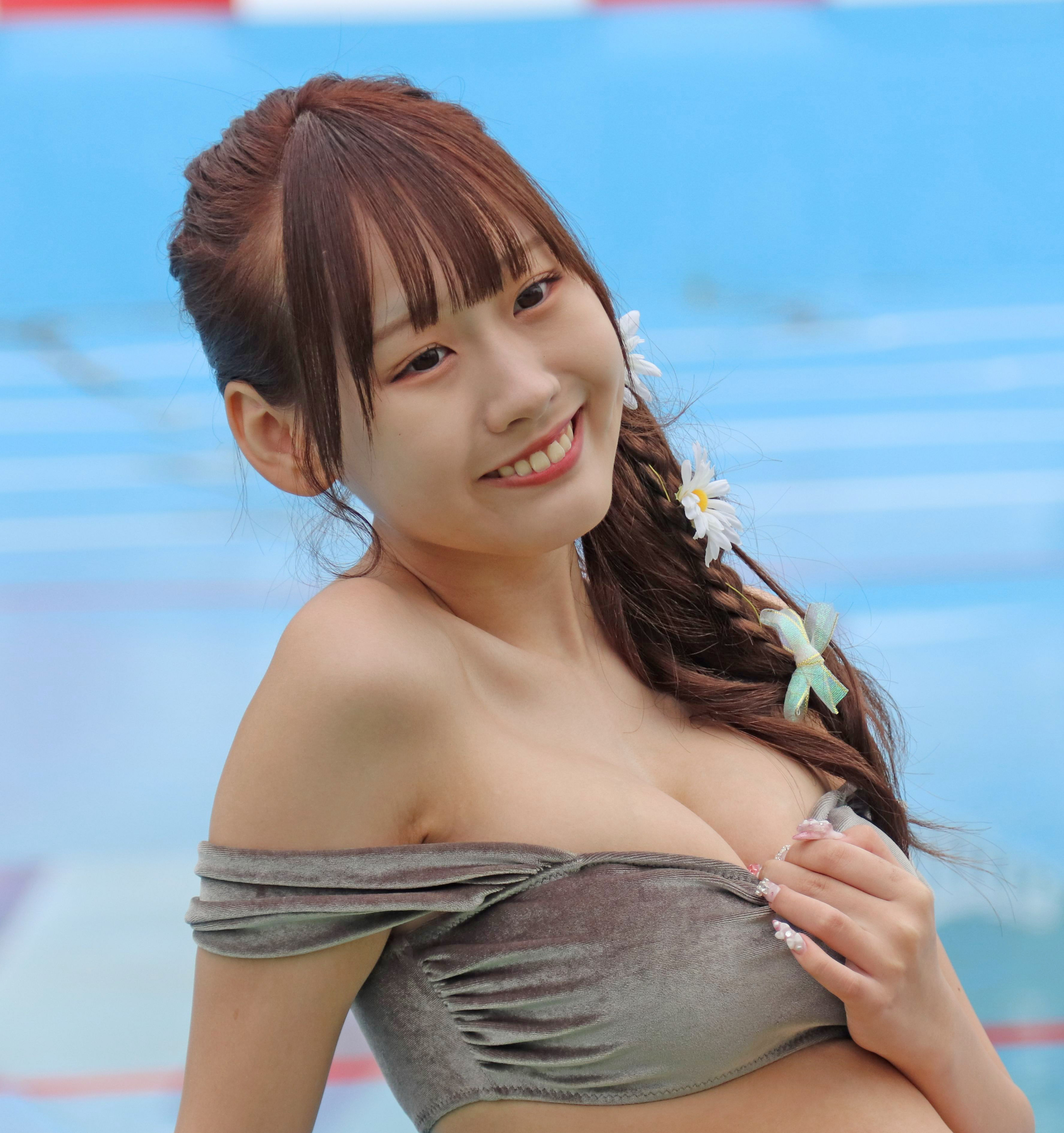
近代麻雀水着祭2023に参加した須羽（2023年4月30日撮影）

埼玉県営プール水着撮影会中止騒動の詳細については「水着撮影会中止騒動」の項を参照。
2023年4月30日に「近代麻雀水着祭2023〜PEAK&PINE COLLECTION〜」に未成年者として参加していたこと、同6月10日にしらこばと水上公園で開催予定だったが本騒動で中止となった「ミスヤングアニマルセミファイナルプール撮影会」に参加予定であったことから、図らずも当事者となる。
同6月8日に本騒動を受けて「小っちゃい頃からグラビア興味あってやりたかったから中学の時に弁護士に相談して高校生になったらできるって言われたから待ったしルール守ってやってる未成年の子もいるから一括りにされてしまうとん～となる　未成年が出ることに問題があるってなるとプール以外のことでもそうなっちゃいそうで怖い」とツイートし、法令・条例に抵触しないように活動している未成年者のグラビアアイドルも十把一絡げにされて、今後あらゆる水着撮影会に参加できなくなりそうで危機感を感じると意見を述べている。

## 作品

### デジタル写真集
- 16歳の大冒険（2023年7月27日、集英社［YJ PHOTO BOOK］、撮影：HIROKAZU）[27]
- 純なこころ（2024年5月17日、PAD［水色エモーションデジタル写真集］）[28]
- こう見えても私…〈前編〉・〈後編〉（2024年11月19日、光文社［FLASHデジタル写真集］、撮影：佐々木大輔）[29][30]
- マシュマロ（2025年1月6日、集英社［週プレ PHOTO BOOK］、撮影：U-YA）[31]

## 出演

### 雑誌
- 週刊プレイボーイ　2022年7月11日号 （集英社） - フレッシュ撮影会激推しモデル[32]
- クリーム 2023年5月6日発売6月号（メディアックス）[33][34]
- 週刊ヤングジャンプ 2023年35号（集英社）[1] - グラビア
- 水色エモーション vol.2 2023年11月29日（らんくう）[35]- グラビア
- 週刊ヤングジャンプ 2024年18号、20号（集英社）[1] - グラビア（制コレ24 読者投票）

### 書籍
- ポートレートを始めよう! モデル撮影はじめてBOOK  (玄光社ムック)  2023年1月27日  河野 英喜 (著) [36]　※モデルとして出演

### 撮影会
- 2021年4月11日 Season Photo Plus天空橋エリア撮影会に参加[37]
- 2021年5月5日 Season Photo Plus横浜山下公園エリア撮影会に参加[38]
- 2021年5月23日 Season Photo Plusお台場エリア大撮影会に参加[38]
- 2021年10月24日 Season Photo Plus辰巳エリア大撮影会に参加[39]
- 2022年2月13日 Fresh！野外大撮影会に参加[40]
- 2022年3月27日 Fresh！野外大撮影会に参加[41]
- 2022年5月4日  Fresh！スペシャルプール大撮影会に参加[42] ※水着撮影デビュー
- 2022年6月12日  Fresh！スペシャルプール大撮影会に参加[43]
- 2022年7月３日 近代麻雀水着祭2022に参加[44]

- 2022年8月14日 Fresh！スペシャルプール大撮影会に参加[45][2]
- 2022年9月11日 Fresh！スペシャル大撮に参加[46]

- 2022年9月17日 近代麻雀水着祭2022に参加[47]
- 2022年9月25日 Fresh！SummerFes‼に参加[48]
- 2022年10月23日 Fresh！スペシャル大撮inBooty東京に参加。MVPを受賞。[49]
- 2022年12月31日 Fresh！セッション撮影会に参加。MVPを受賞。[50]
- 2023年1月29日 Fresh！大撮影会inBootyに参加[51]
- 2023年3月12日 Fresh！屋外大撮影会 雑誌Cream×制服ダイサツに参加[52][53]。ダイサツ部門グランプリに選ばれ『雑誌クリーム』に掲載される。
- 2023年3月21日 Fresh！スペシャルダイサツに参加。
- 2023年4月30日 近代麻雀水着祭2023〜PEAK&PINE COLLECTION〜に参加[54][55]
- 2023年8月27日 Fresh！屋外大撮影会 制服ダイサツに参加[56]

### コンサート
ニコニコ♡FRUITSでの活動についてはニコニコ♡FRUITSの項目参照。
- 2022年3月20日 サマランアイドルカーニバル@東京サマーランドに参加。[57]

### ランウェイモデル
- 2022年4月30日 第11回ナゴヤファッションフェスタ2022に「ミスいちご2022」として参加[58]
- 2023年9月17日 The COLLECTION sugar 水着ファッションショーに参加（近代麻雀水着祭2022と同時開催）
- 2023年4月30日 PEAK&PINE COLLECTION 水着ファッションショーに参加（近代麻雀水着祭2023と同時開催）
- 2023年9月10日 ジャパンコレクション2023 BEST OF MODEL（渋谷ヒカリエホールA）にゲストモデルとして参加[59]し、ウェディングドレス[60]、浴衣、スタニングアーツ（パルフェット）[61]の衣装を着用。

### サイン会
- 2023年5月6日  『雑誌クリーム 6月号』 クリーム制服オーディション開催記念イベントwithフレッシュ撮影会(秋葉原) お渡し＆サイン会（書泉ブックタワー）に参加[62]。